# Tiosolfato deidrogenasi (chinone)
La tiosolfato deidrogenasi (chinone) è un enzima appartenente alla classe delle ossidoreduttasi, che catalizza la seguente reazione:
2 tiosolfato + 2 6-decilubichinone ⇄ tetrationato + 2 6-decilubichinolo
La reazione può procedere anche con il ferrocianuro come accettore di elettroni, ma più lentamente. Diversamente dalla tiosolfato deidrogenasi numero EC 1.8.2.2,  questo enzima non può utilizzare il citocromo c come accettore.